# Plötzenseefängelset

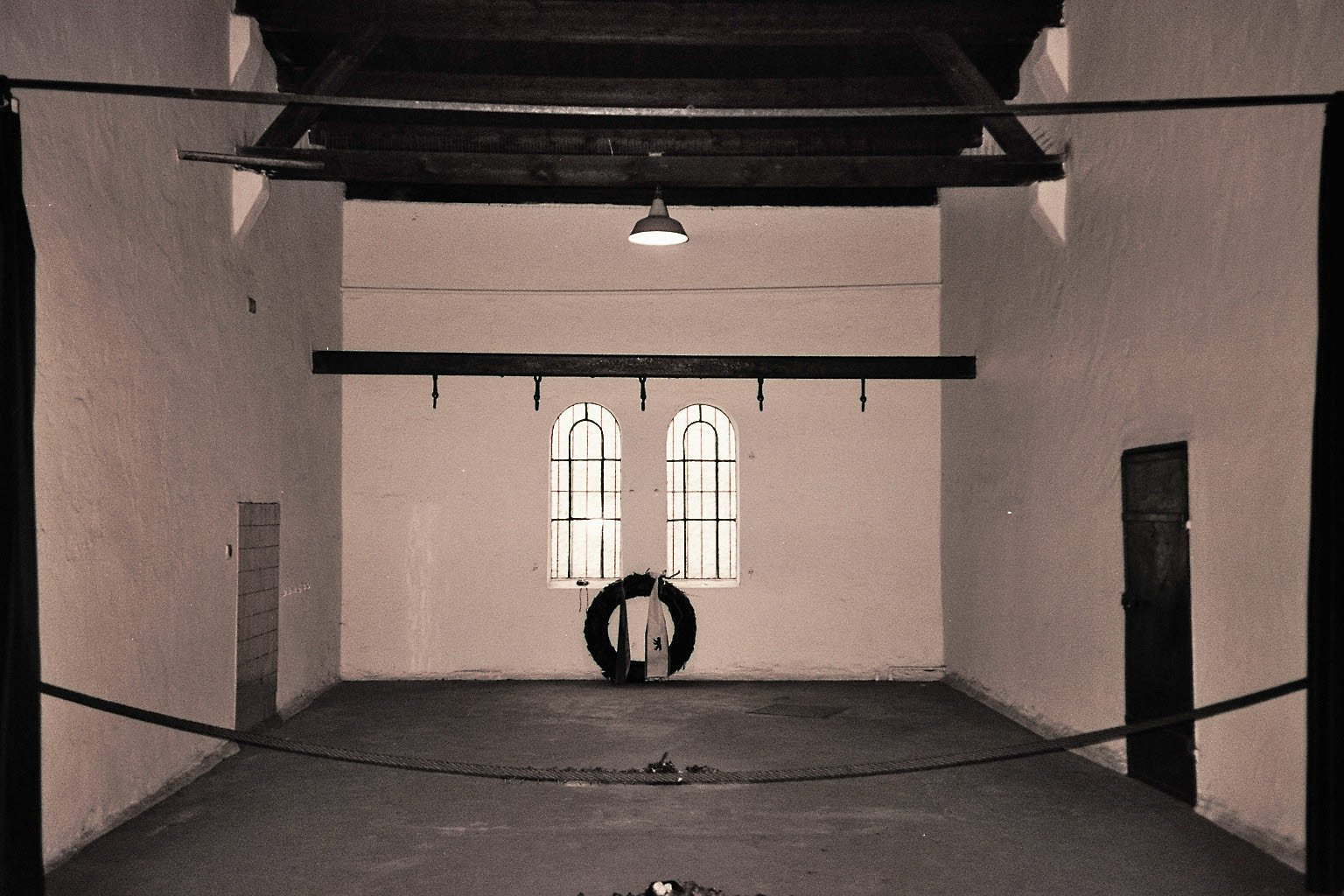
Avrättningsrum, idag minnesplats

Plötzenseefängelset (tyska: Justizvollzugsanstalt Plötzensee) är ett tyskt fängelse för män, beläget i området Plötzensee i stadsdelsområdet Charlottenburg-Wilmersdorf i Berlin.  Fängelset inrättades ursprungligen som ett preussiskt fängelse omkring år 1870.
Under nazistregimen 1933–1945 avrättades här 2 891 personer, i huvudsak motståndskämpar - av vilka flera var officerare som hade deltagit i attentatet mot Hitler i juli 1944. Vid avrättningsplatsen finns en minnesplats över dem, Gedenkstätte Plötzensee, öppen för besökare och administrerad av Gedenkstätte Deutscher Widerstand.

## Avrättade personer (urval)
- Maurice Bavaud
- Robert Bernardis
- Erich Fellgiebel
- Carl Friedrich Goerdeler
- Albrecht von Hagen
- Otto och Elise Hampel
- Paul von Hase
- Ulrich von Hassell
- Wolf-Heinrich von Helldorf
- Erich Hoepner
- Helmuth Hübener
- Friedrich Klausing
- Julius Leber
- Helmuth von Moltke
- Arthur Nebe
- Erwin Planck
- Adolf Reichwein
- Helmuth Stieff
- Peter Yorck von Wartenburg
- Erwin von Witzleben